# Rhizopsammia compacta
Rhizopsammia compacta is een rifkoralensoort uit de familie van de Dendrophylliidae. De wetenschappelijke naam van de soort is voor het eerst geldig gepubliceerd in 1991 door Sheppard & Sheppard.